# The Enchanted Cottage
Pour plus de détails, voir Fiche technique et Distribution.
The Enchanted Cottage est un film muet américain en noir et blanc réalisé par John S. Robertson, sorti en 1924.
Il s'agit de la première adaptation de la pièce de théâtre du même nom créée par Arthur Wing Pinero en 1923. 
Un remake du film sera tourné en 1945.

## Synopsis
Un vétéran ordinaire de la Première Guerre mondiale, estropié, vient séjourner dans une vieille maisonnette de campagne pour se reposer du monde extérieur. Il fait la connaissance de la femme de chambre, ordinaire elle aussi, qui y travaille. Elle lui append que la maison était autrefois la destination des couples en lune de miel. Tous deux tissent bientôt des liens et décident de s'épouser, plus par solitude que par amour. Mais voilà qu'ils commencent à se trouver l'un l'autre très beau, un avis que personne d’autre ne partage...

## Fiche technique
- Titre : The Enchanted Cottage
- Réalisation : John S. Robertson
- Scénario : Josephine Lovett, Gertrude Chase (intertitre), d'après la pièce de théâtre du même nom créée par Arthur Wing Pinero (1923)
- Production : Inspiration Pictures Inc.
- Société de distribution : Associated First National
- Photographie : George J. Folsey
- Montage : William Hamilton
- Pays de production : États-Unis
- Langue d'origine : anglais
- Format : noir et blanc - 1.33:1 - son Mono
- Genre : Drame romantique, film fantastique
- Durée : 80 minutes
- Date de sortie : 
  - États-Unis :24 mars 1924

## Distribution

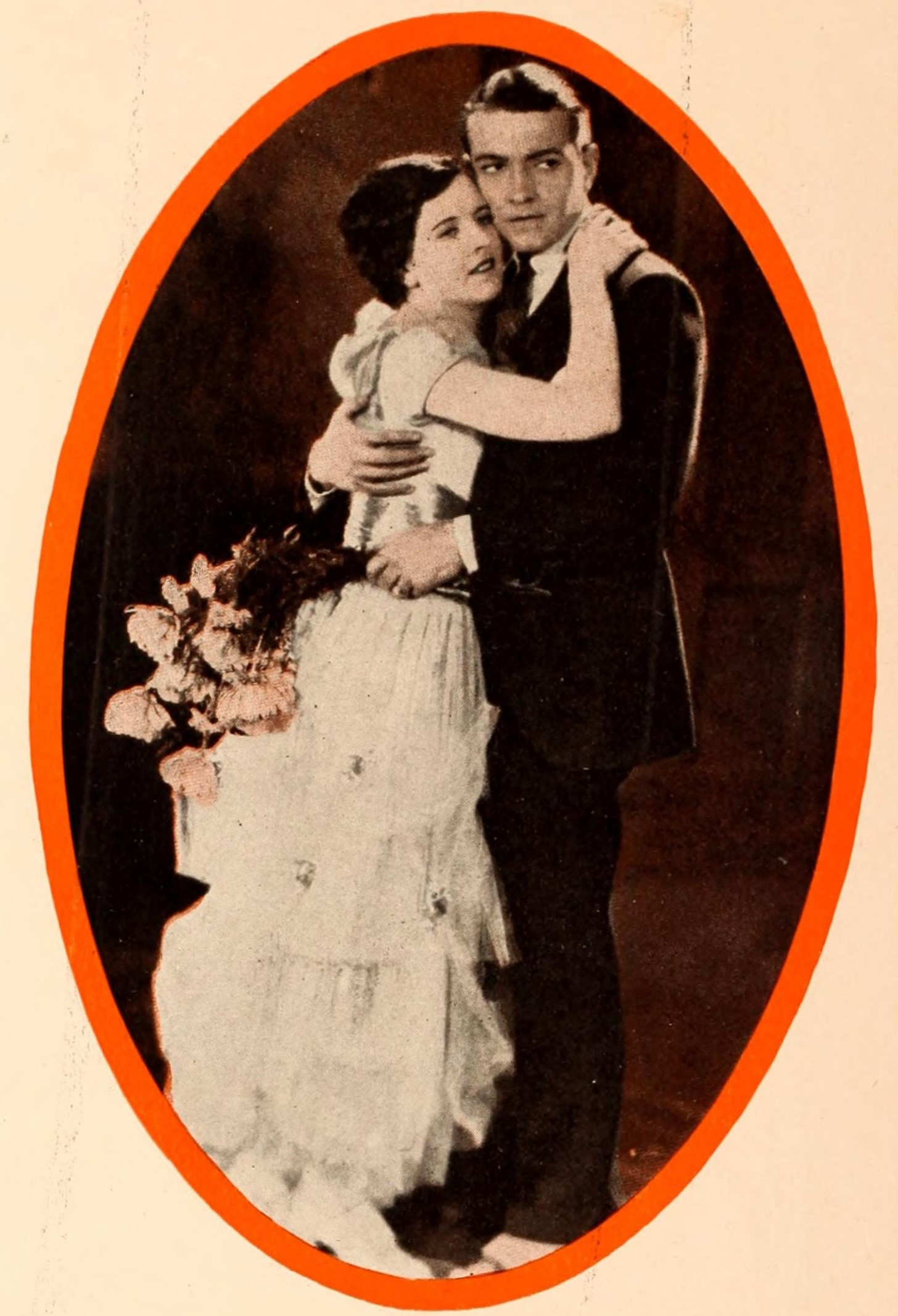
May McAvoy et Richard Barthelmess.

- Richard Barthelmess : Oliver Bashforth
- May McAvoy : Laura Pennington
- Ida Waterman : Mme Smallwood
- Alfred Hickman : Rupert Smallwood
- Florence Short : Ethel Bashforth
- Marion Coakley : Beatrice Vaughn
- Holmes Herbert : le major Hillgrove
- Ethel Wright : Mme Minnett
- Harry Allen : Riggs, le domestique du major